# Tedín Uriburu
Tedín Uriburu é uma localidade do Partido de Benito Juárez na Província de Buenos Aires, na Argentina. Sua população estimada em 2001 era de 158 habitantes.